# Nemesea
Nemesea — нідерландський альтернативний рок-гурт, що сформувався у вересні 2002 у місті Гронінген вокалісткою Мандою Опхейс, автором пісень Хенріком Яном 'HJ' де Йонгом та басистом Сонні Ондерватером. Первинно гурт був сформований у якості колективу напрямку готичного металу, і був часто порівняний із нідерландським колективом After Forever. Проте після альбому 2007-го року «In Control», гурт Nemesea переорієнтувався на рок-напрямок із включенням електронної музики.

## Склад
Поточні учасники

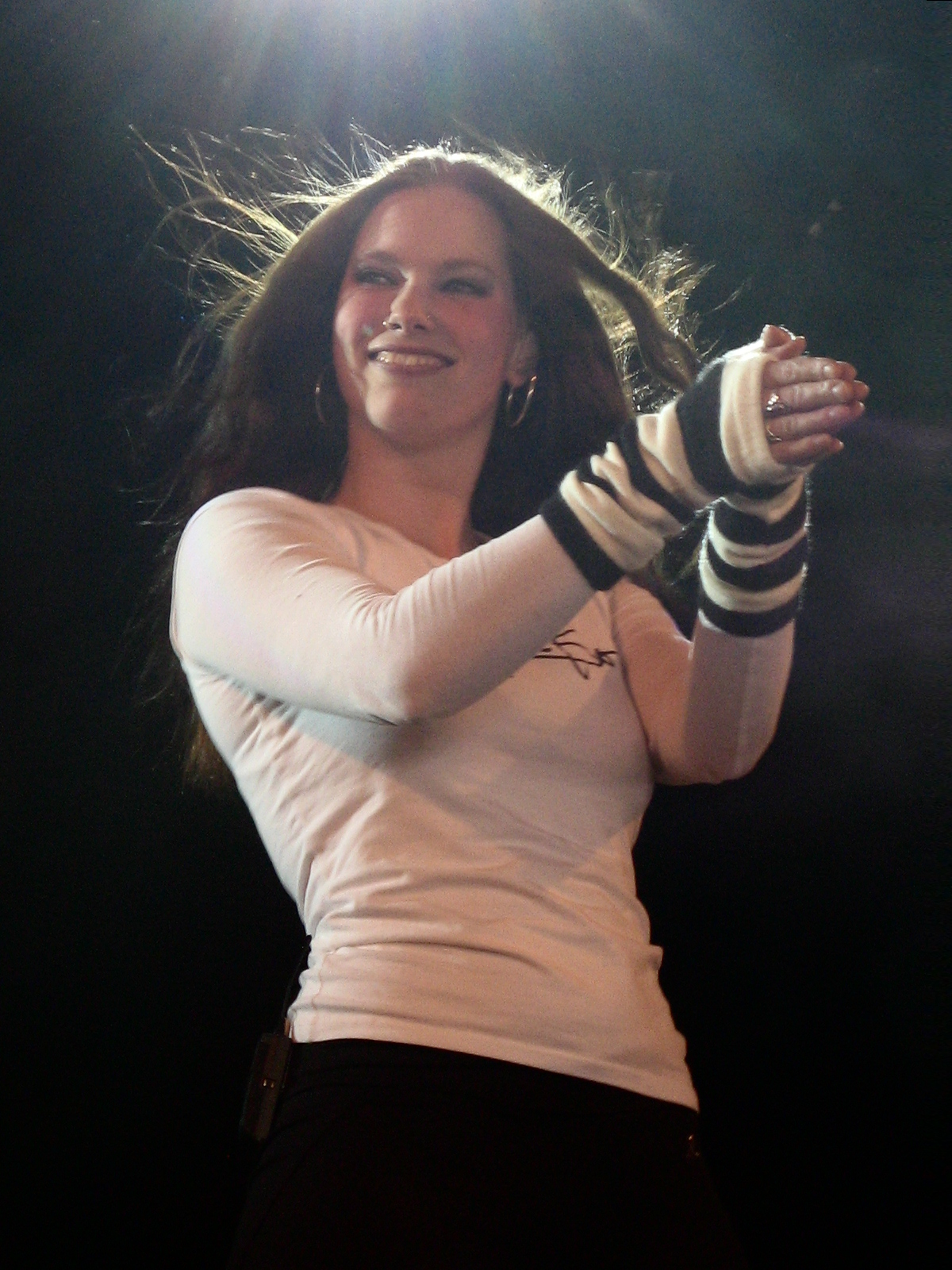
Колишня вокалістка Манда Опхейс

- Санне Міелу – вокали (2017–дотепер)
- Сонні Ондерватер – бас-гітара, клавішні (2002–дотепер)
- Хенрік Ян де Йонг – гітара, клавішні, вокали (2002–дотепер)
- Стівен Баума – барабани (2006–2011, 2016–дотепер)
- Маттейс ван Тіл – клавішні (2017–дотепер)

Колишні учасники
- Манда Опхейс – вокали (2002–2016)
- Лассе Делбрюгге – клавішні (2007–2015)
- Франк ван дер Стар – барабани (2011–2015)
- Хріс Постма – барабани (2002–2005)
- Сандер Зур – барабани (2005–2006)
- Мартейн Пронк – гітара (2002–2007)
- Берто Бойінк – клавішні (2002–2007)

## Дискографія
Студійні альбоми
- Mana[en] (2004)
- In Control (2007)
- The Quiet Resistance[4] (2011)
- In Control 5.1 Surround/Live@P3 5.1 bundle (2015)
- Uprise (2016)

Концертні альбоми
- Pure: Live @ P3 (2009)
- Pure: Live @ P3 (2012) (перероблене видання із реміксами)

Сингли
- No More (2007)
- Forever (2016)
- Dance In The Fire (2017)